# Marijampil
Marijampil (ukrainisch Маріямпіль; russisch Мариямполь/Marijampol, polnisch Marjampol oder älter Maryampol) ist ein Dorf in der ukrainischen Oblast Iwano-Frankiwsk in der Westukraine mit etwa 1000 Einwohnern.

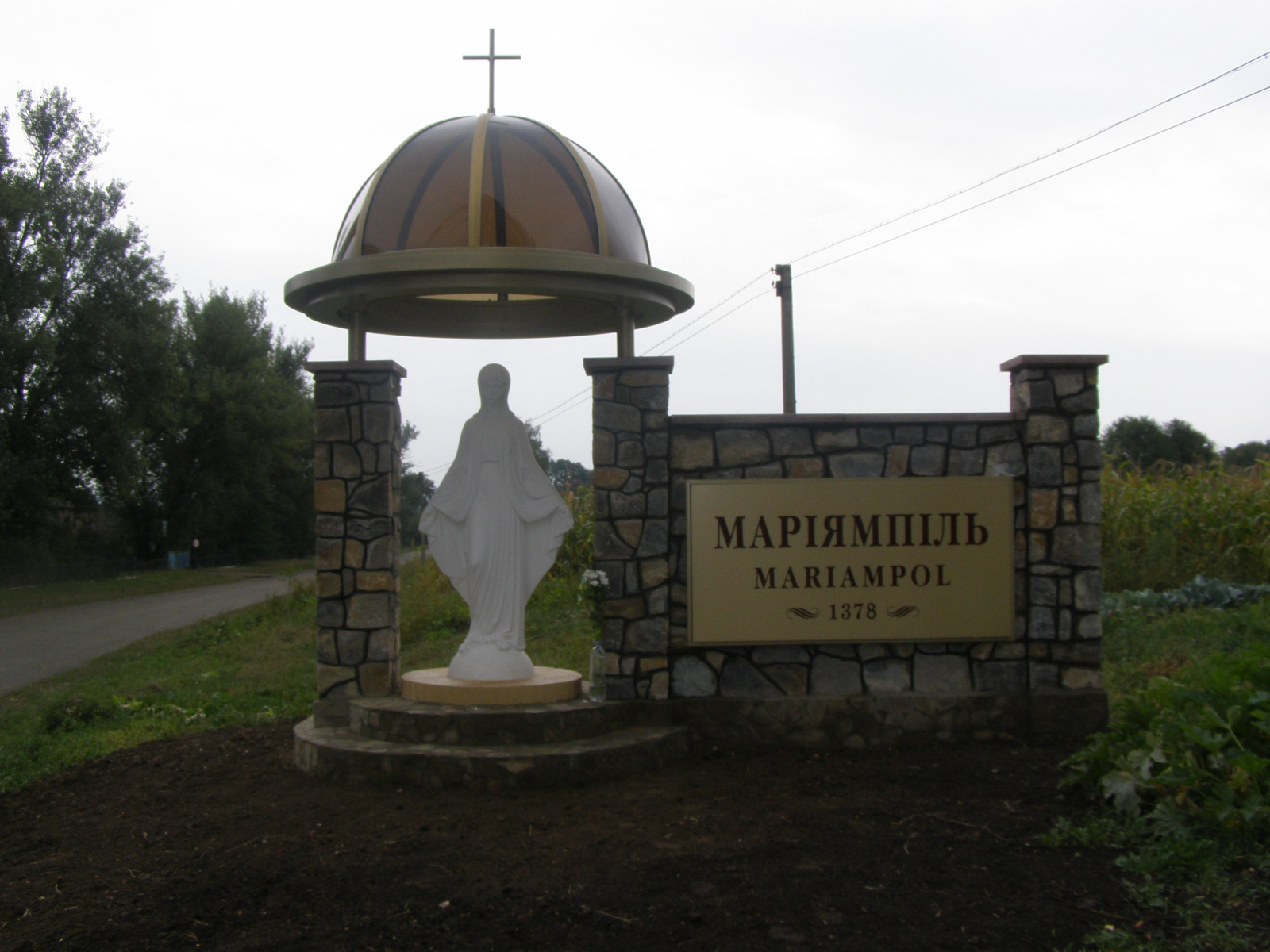
Hinweistafel am Ortseingang

Die Ortschaft liegt im Westen der historischen Landschaft Galizien im Rajon Iwano-Frankiwsk am Flüsschen Dumna (Думна) am Nordufer des Dnister, etwa 14 Kilometer südöstlich vom ehemaligen Rajonzentrum Halytsch und 16 Kilometer nordöstlich vom Oblastzentrum Iwano-Frankiwsk entfernt.
Zusammen mit dem Dorf Wodnyky (Водники) bildete das Dorf bis Ende 2019 die Landratsgemeinde Marijampil (Маріямпільська сільська рада/Marijampilska silska rada) im Rajon Halytsch, seither ist sie ein Teil der Landgemeinde Landgemeinde Dubiwzi, im Juni 2020 wurde sie dem Rajon Iwano-Frankiwsk neu zugeordnet.
Der Ort wurde 1378 zum ersten Mal schriftlich erwähnt und erhielt 1670 das Magdeburger Stadtrecht, lag zunächst in der Adelsrepublik Polen-Litauen, Woiwodschaft Ruthenien, und kam 1772 als Marjampol (später Maryampol) zum damaligen österreichischen Kronland Galizien (bis 1918 dann im Bezirk Stanislau).

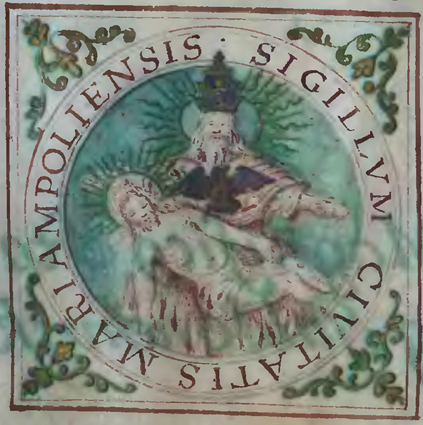
Siegel des Ortes aus dem 18. Jahrhundert

Während des Ersten Weltkrieges kam es zu schweren Kämpfen um die Stadt, sie wurde 1914 und 1916 durch russische Truppen besetzt, die Bevölkerung wurde großteils evakuiert.
Nach dem Ende des Ersten Weltkrieges kam der Ort zur Polen, war hier ab 1921 als Marjampol in die Woiwodschaft Stanislau, Powiat Stanislau, Gmina Marjampol eingegliedert und wurde im Zweiten Weltkrieg erst von der Sowjetunion und ab 1941 bis 1944 von Deutschland besetzt und dem Distrikt Galizien angeschlossen. Nach der Rückeroberung durch sowjetische Truppen 1944 kam er 1945 wiederum zur Sowjetunion und wurde in die Ukrainische SSR eingegliedert, seit 1991 ist der Ort Teil der heutigen Ukraine. Unter sowjetischer Herrschaft wurde dem Ort der Stadtstatus aberkannt und zum Dorf herabgestuft, am 7. Juni 1946 kam es zur Umbenennung des Ortes auf den Namen Marynopil (Маринопіль), dieser wurde am 5. Februar 2004 wieder auf den heutigen Namen geändert.
1983 wurde auch das nördlich gelegene und bis dahin selbstständige Dorf Wowtschkiw (Вовчків, polnisch Wołczków) eingemeindet.
Im Ort befinden sich die Ruinen eines Schlosses aus dem 17. Jahrhundert sowie einer Klosteranlage.